# Briar Creek
Briar Creek es un borough ubicado en el condado de Columbia en el estado estadounidense de Pensilvania. En el año 2000 tenía una población de 651 habitantes y una densidad poblacional de 158 personas por km².

## Geografía
Briar Creek se encuentra ubicado en las coordenadas 41°03′10″N 76°16′42″O / 41.05278, -76.27833.

## Demografía
Según la Oficina del Censo en 2000 los ingresos medios por hogar en la localidad eran de $27 442 y los ingresos medios por familia eran $32 357. Los hombres tenían unos ingresos medios de $26 467 frente a los $21 061 para las mujeres. La renta per cápita para la localidad era de $14 538. Alrededor del 14,9% de la población estaba por debajo del umbral de pobreza.